# Hameeda Hossain
Pour les articles homonymes, voir Hossain.
Hameeda Hossain (née Akhund en 1936) est une militante des droits de l'homme et une universitaire bangladaise. Elle a publié de nombreux livres et articles sur les droits de l'homme et les questions relatives aux femmes au Bangladesh (en), dans l'Islam et dans le monde entier. Elle est membre fondateur de Ain o Salish Kendra (en), une organisation d'aide juridique et de défense des droits de l'homme.

## Jeunesse et études
Hameeda est née à Hyderabad, dans la province de Sind (aujourd'hui au Pakistan) en 1936, la plus jeune de trois filles et trois garçons. Les enfants vivaient avec leur mère à Karachi tandis que leur père, un juge, était affecté dans différentes villes. Elle a fréquenté une école de couvent à Karachi. Hossain se souvient qu'à cette époque, les gens de toutes les races et de toutes les religions pouvaient sortir librement, et qu'il n'y avait aucune discrimination à l'égard des minorités. La partition a donc été un choc pour beaucoup. Elle est diplômée du Wellesley College aux États-Unis et a obtenu un doctorat de l'université d'Oxford,.

## Carrière
En 1969, dans ce qui était alors le Pakistan oriental, elle a fondé avec l'économiste Rehman Sobhan le magazine mensuel d'actualité en langue anglaise Forum (en). Le magazine est devenu célèbre pour ses critiques franches à l'encontre de l'establishment du Pakistan occidental et pour son plaidoyer en faveur de la démocratie et des réformes économiques dans l'union pakistanaise.
Hossain est membre du conseil d'administration du Centre for Secular Space, une organisation internationale de défense des droits de l'homme qui signifie « Défense internationale contre l'extrémisme religieux ».

## Mariage et famille
Elle est mariée à Kamal Hossain, qui est le président du parti politique Gano Forum au Bangladesh depuis qu'il l'a fondé en 1992. Ils ont deux filles, dont Dina Hossain, réalisatrice, et Sara Hossain, avocate et écrivain,, coéditrice de « Honneur : Crimes, paradigmes et violence contre les femmes ».
Le Dr Hameeda Hossain a été récompensé par le Bangladesh Development Initiative's (BDI) Lifetime Achievement Award 2021.